# Ponte di Galata
Il ponte di Galata (in turco Galata Köprüsü), a Istanbul, è un ponte per il traffico automobilistico, i mezzi pubblici e i pedoni e congiunge la parte antica della città con quella moderna, superando il Corno d'Oro.

## Storia
Il primo ponte di Galata era di legno (pons sublicius) ed è espressamente citato dalla Notitia Urbis Constantinopolitanae, un catalogo regionario del V secolo. Esso collegava la città con il sobborgo di Sykae, il quale nel V secolo rappresentava la XIII regione della città. Questo ponte non deve essere confuso con quello costruito da Giustiniano I nel VI secolo, il quale si trovava in fondo al Corno d'Oro. Il ponte in legno è il primo degli 11 ponti di Galata che furono costruiti durante l'impero bizantino. D'altra parte, il viaggiatore arabo Ibn Battuta, che visitò la città nel 1332, afferma che nessun ponte permetteva di traversare il Corno d'Oro. Durante l'Assedio del 1453, un ponte di barche fu usato da Mehmet II per trasferire le proprie truppe dall'Asia all'attacco di Costantinopoli nel 1453.

### I progetti di Leonardo e Michelangelo
Il sultano Bayezid II nel 1502-1503 chiese a Leonardo da Vinci di progettare, tra il Promontorio del Serraglio e Pera, un ponte che avrebbe dovuto utilizzare principi geometrici e architettonici dell'arco centinato, della curva parabolica e della chiave di volta. Il risultato avrebbe dovuto essere un ponte ad unica campata lungo circa 220 metri e largo 24. Il sultano tuttavia non approvò il progetto, che rimase nell'archivio del Topkapi dove è stato rintracciato qualche decennio fa, e recentemente riesumato dal primo ministro turco Erdoğan.
Qualche tempo dopo il sultano invitò a Istanbul Michelangelo, per avere un nuovo progetto. L'artista non andò, ma inviò al sultano un suo disegno, che rimase però inutilizzato. Il traffico tra le due sponde del Corno d'oro continuò così a svolgersi esclusivamente a mezzo di imbarcazioni di tutte le specie e dimensioni fino all'inizio dell'1800, quando fu aperto nel 1836, per volontà di Mahmud II, un ponte di barche denominato Hayratiye (che vuol dire "Ben fatto"), lungo tra 500 e 540 metri, che collegava Azapkapı e Unkapanı.

### Il primo ponte, Cisr-i Cedid
Il primo ponte di Galata costruito nella posizione attuale, all'ingresso del Corno d'Oro, fu voluto nel 1845 dalla Valide Sultan Bezmiâlem, madre del sultano Abdülmecid I. Il nome Cisr-i Cedid significa Ponte nuovo, e doveva distinguerlo dal Cisr-i Atik, il Ponte vecchio, costruito più su. Il passaggio rimase gratuito per i primi 3 giorni, dopodiché fu assoggettato a pedaggio. Il pedaggio, raccolto da funzionari in uniforme bianca ai due capi del ponte, restò in vigore fino al 1930, era gratuito per militari, uomini di legge, clero e pompieri in servizio, ed era differenziato per gli altri utenti.

### Il secondo ponte del 1863
Meno di vent'anni dopo, in previsione della visita a Istanbul di Napoleone III e nel quadro dei suoi progetti di modernizzazione della Turchia, il sultano Abdul Aziz fece costruire un nuovo ponte, di legno, in sostituzione del precedente.

### Il terzo ponte del 1875

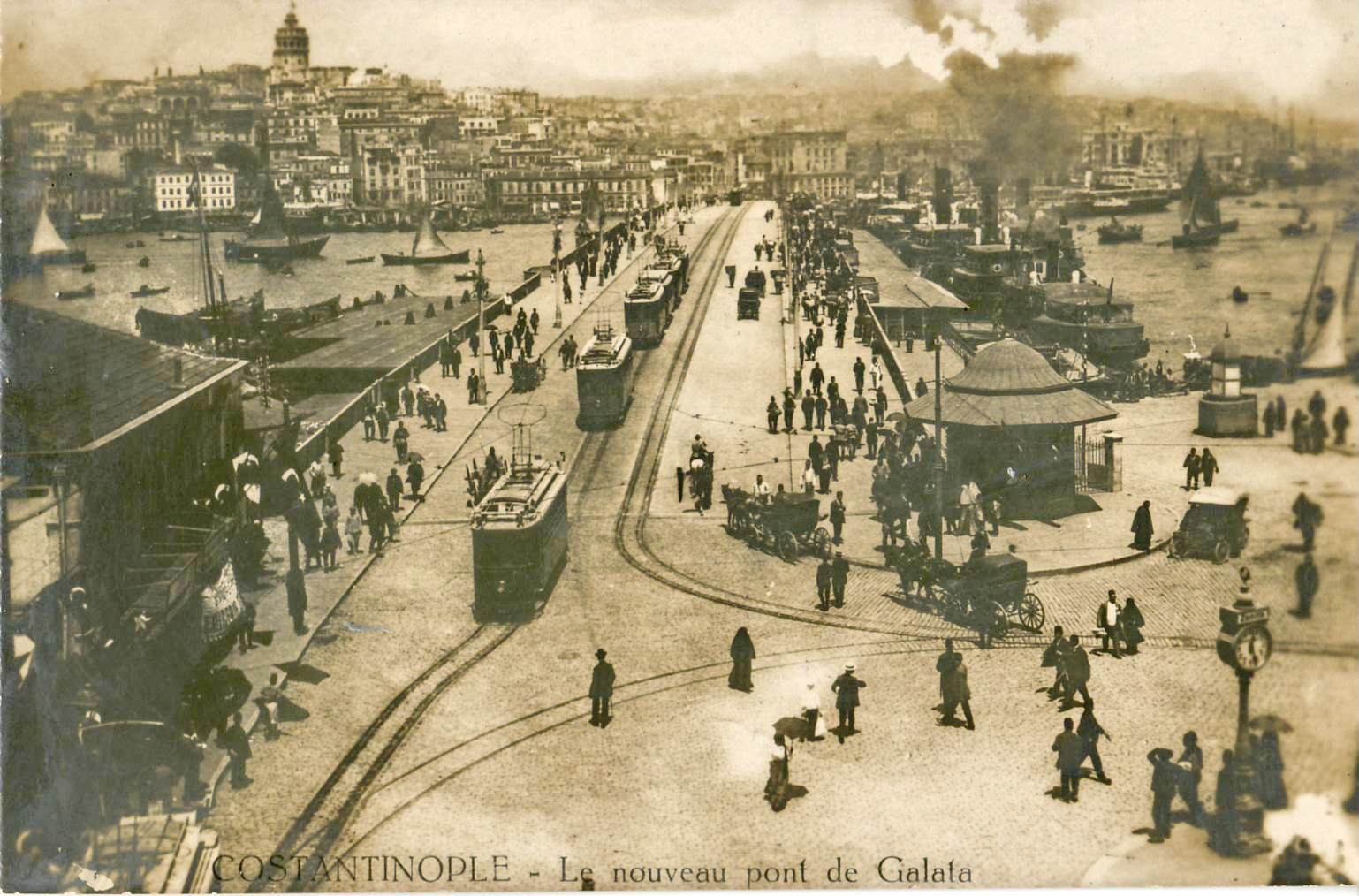
Il quarto ponte di Galata nel 1920

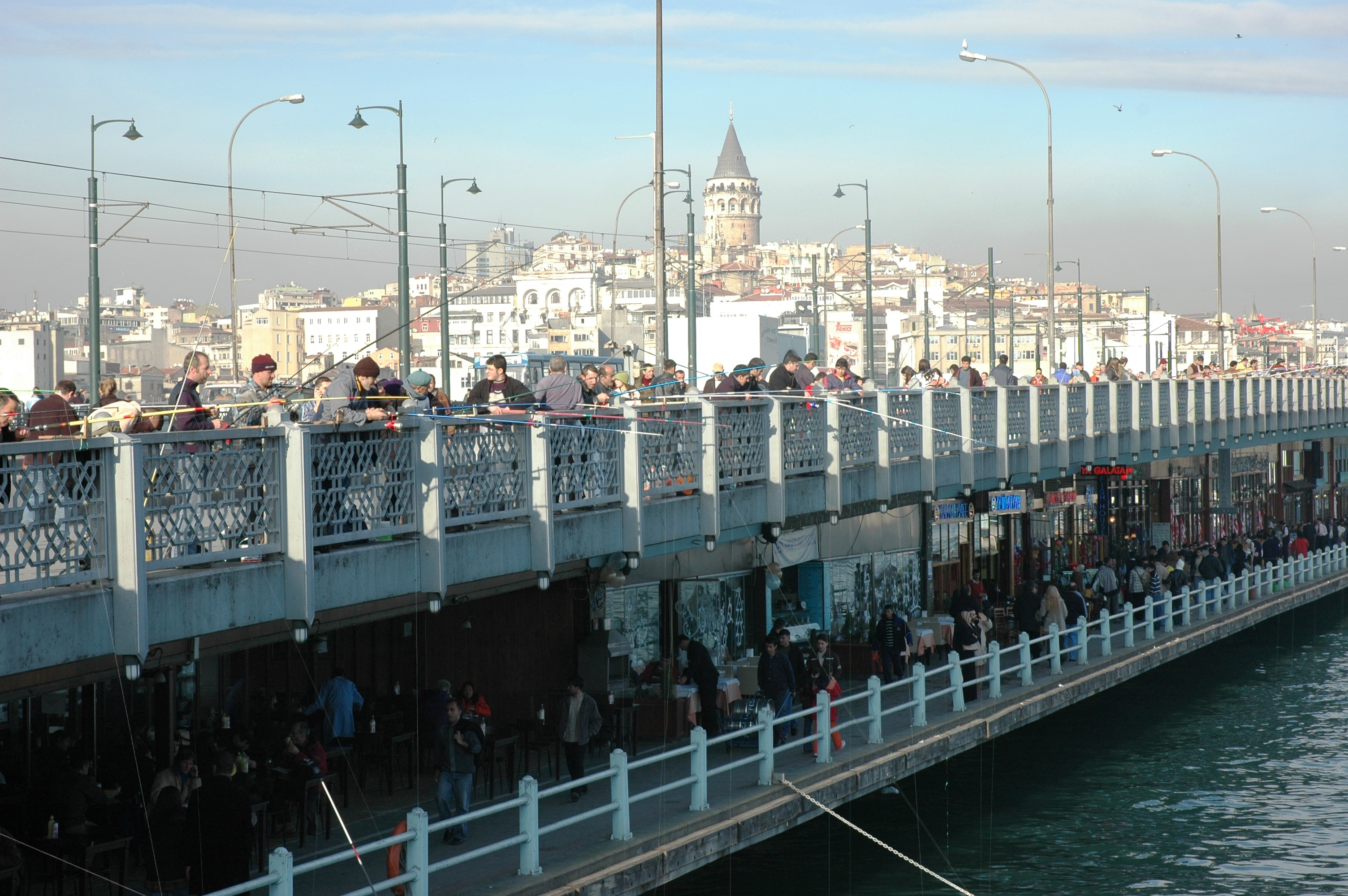
Il ponte attuale, con i pescatori e lo spazio commerciale al piano di sotto

Erano gli anni in cui l'Impero ottomano si apriva all'occidente, importandone capitali, prodotti, tecnologie, modelli organizzativi e anche modelli culturali. Si progettava in questo clima il terzo ponte di Galata, affidandone la realizzazione alla società francese Forges et Chantiers de la Méditerranée di La Seyne-sur-Mer. Il progetto fu però interrotto dalla guerra franco-prussiana, e riassegnato nel 1872 per 105000 lire turche oro ad un'impresa britannica, che lo completò nel 1875. Era lungo 480 metri, largo 14, e poggiava su 24 pontoni. Restò in uso fino al 1912, quando fu spostato indietro, in sostituzione del vecchio Cisr-i Atik.

### Il quarto ponte del 1912
Il quarto ponte era anche il segno di come fossero cambiate - dai tempi della costruzione del precedente - le influenze straniere presso la Sublime porta: risultato della crescente influenza tedesca (che fra l'altro coinvolse l'Impero ottomano nell'alleanza degli Imperi centrali) fu infatti anche il quarto ponte di Galata, costruito nel 1912 da un'impresa tedesca. Era a struttura metallica, lungo 426 metri e largo 25.
Il ponte si caratterizzava per una sorta di doppia vita: sopra, il piano stradale, costantemente affollato di umani e animali, e di tutti i veicoli possibili, dal tram alle automobili ai carrettini a mano; sotto, piccoli caffè e localetti di pesce. Restò in uso fino al 1992, quando fu gravemente danneggiato da un incendio, nato presumibilmente in qualcuno dei locali, e rimosso per fare spazio al nuovo.

### Il ponte attuale
Il quinto ponte di Galata, l'attuale, è stato costruito da un'impresa turca e completato nel 1994. È un ponte basculante a due campate, lungo 490 metri, a tre corsie per senso di marcia per i veicoli (quelle centrali sono occupate dal tram) più due ampi marciapiedi per i pedoni. Sotto il piano stradale è stato ricostruito su entrambi i lati un passaggio pedonale, come nel precedente, fiancheggiato da ristoranti e aperto dal 2003. Quest'ultimo è interrotto al centro del ponte per permettere il passaggio sotto di questo dei traghetti da e per il Corno d'Oro.

## Cultura
Il ponte di Galata è un legame simbolico tra l'Istanbul ottomana storica - il luogo delle mura, dei palazzi imperiali, delle moschee storiche, dei quartieri antichi, delle identità etniche e delle istituzioni religiose e laiche dell'impero - e la città che era degli stranieri (il distretto di Beyoğlu con le sue ambasciate, i negozi, l'edilizia ottocentesca, le chiese cristiane). Anche oggi che la Città è enormemente cresciuta, passare il ponte consente ancora di percepire concretamente la multiculturalità profonda di quella che fu la capitale di 3 grandi imperi.